# Joe Hutton
Joseph Warren „Joe” Hutton Jr (ur. 6 października 1928, zm. 19 października 2009) – amerykański koszykarz, występujący na pozycji rozgrywającego, mistrz NBA z 1952, z Minneapolis Lakers, po zakończeniu kariery zawodniczej trener koszykarski.
Jego trenerem w drużynie akademickiej Hamline University Pipers był jego ojciec Joe Hutton Sr.

## Osiągnięcia
College
- Mistrz NAIA (1949)
- 3. miejsce podczas mistrzostw NAIA (1948)
- Uczestnik turnieju NAIA (1947–1950)
- Zaliczony do:
  - I składu konferencji (1947–1950)
  - składu All-American (1950)
  - Galerii Sław Sportu – Hamline University Pipers’ Athletic Hall of Fame (1972)

NBA
- Mistrz NBA (1952)[1]